# No. 73 Squadron RAF
Le No. 73 Squadron RAF est une unité militaire fondée le 2 juillet 1917 pendant la Première Guerre mondiale. Elle est dissoute en 1969.
Le No. 73 Squadron est initialement une unité de la Royal Flying Corps formée à partir de la Central Flying School, basée à Upavon (Wiltshire). Le 10 juillet 1917, la nouvelle unité est stationnée au RFC Lilbourne, près de Rugby.